# آل الرباشي (مودية)

تعديل مصدري - تعديل

آل الرباشي هي إحدى قرى عزلة مودية بمديرية مودية التابعة لمحافظة أبين، بلغ تعداد سكانها 236 نسمة حسب تعداد اليمن لعام 2004.